# وست‌همپتون (نیویورک)
وست‌همپتون (به انگلیسی: Westhampton) یک منطقهٔ مسکونی در ایالات متحده آمریکا است که در شهرستان سافک، نیویورک واقع شده‌است. وست‌همپتون ۳۸٫۵ کیلومتر مربع مساحت و ۳٬۰۷۹ نفر جمعیت دارد و ۱۱ متر بالاتر از سطح دریا واقع شده‌است.